# Mark Korir
Mark Korir (né le 10 janvier 1985) est un athlète kényan, spécialiste des courses de fond. 

## Biographie
Il se classe deuxième de la Corrida de Langueux 2014, derrière son compatriote Victor Kimutai Chumo et est également deuxième sur le marathon de Berlin 2022.
Le 12 avril 2015, Mark Korir remporte le Marathon de Paris dans le temps de 2 h 5 min 48 s, améliorant de plus d'une minute son précédent record établi à Séoul en 2013. Le 22 août, il participe aux Championnats du monde d'athlétisme et termine à une décevante 22e place en 2 h 21 min 20 s.

### Palmarès
| Date | Compétition                        | Lieu  | Résultat | Épreuve  | Performance     |
| ---- | ---------------------------------- | ----- | -------- | -------- | --------------- |
| 2015 | Marathon de Paris                  | Paris | 1er      | Marathon | 2 h 5 min 48 s  |
| 2015 | Championnats du monde d'athlétisme | Pékin | 22e      | Marathon | 2 h 21 min 20 s |

### Records
| Épreuve  | Performance    | Lieu  | Date          |
| -------- | -------------- | ----- | ------------- |
| Marathon | 2 h 5 min 48 s | Paris | 12 avril 2015 |